# James Charles Castle
James Charles Castle (* 25. September 1899 in Garden Valley, Idaho; † 26. Oktober 1977) war ein US-amerikanischer Künstler. Obschon Castle nichts über die Kunstwelt außerhalb dieser kleinen Gemeinde wusste, verlief sein Werk parallel zur Entwicklung der Kunstgeschichte des 20. Jahrhunderts. Seine Arbeiten wurden von bedeutenden Institutionen gesammelt. Das Philadelphia Museum of Art organisierte eine Retrospektive seiner Arbeiten, die als Wanderausstellung in den Vereinigten Staaten 2008 und 2009 zu sehen war. Castles Werk betrat die internationale Arena mit einer größeren Ausstellung in Madrid, Spanien am Museo Nacional Centro de Arte Reina Sofia 2011.

## Biographie
Castle war Autodidakt, der sein ganzes Leben lang Zeichnungen, Assemblagen und Bücher schuf. Castle wurde vollständig taub geboren und es ist nicht bekannt, inwieweit er lesen, schreiben oder Gebärdensprache konnte. Castles künstlerische Werke wurden nahezu ausschließlich mit gefundenen Materialien erstellt, beispielsweise weggeworfenes Packpapier und Post sowie Lebensmittelpackungen aller Art. Castle mischte Tinte aus Ruß vom Holzofen und Spucke und applizierte diese mit selbstgemachten Werkzeugen (u. a. angespitzte Stöckchen und andere aufgelesene Objekte). Seine Zeichnungen stellen anschaulich Innenansichten, Gebäude, Tiere, Landschaften und Menschen dar, deren Grundlage der ländliche Bauernhof seiner Familie in Garden Valley sowie die Architektur und Landschaften der Orte war, an denen er lebte und die er besuchte.

## Bücher und Artikel
- James Castle, Galerie Karsten Greve, Cologne, Germany (2011)
- James Castle: Show and Store, Edited by Lynne Cooke, Museo Nacional Centro de Arte Reina Sofia, Madrid (2011)
- James Castle, The Douglas Hyde Gallery, Dublin, Ireland (2010)
- James Castle: A Retrospective, Edited by Ann Percy, Yale University Press (2009)
- James Castle: A Retrospective, by Lynne Cooke, Artforum (December 2009) 168–171.
- Touched into Being by Stephen Westfall, Art in America, New York, (June 2001) 5–16.
- American Anthem: Masterworks from the American Folk Art Museum, by Stacy C. Hollander and Brooke Davis Anderson, American Folk Art Museum in association with Henry N. Abrams, Inc., New York, (2001)
- Twentieth Century American Folk Art and Artists, by Herbert W. Hemphill, Jr. and Julia Weissman, E.P. Dutton & Co., Inc., New York (1974) 170.